# Mompach
Mompach (luxemburgisch Mompechⓘ) ist ein Ort in der Gemeinde Rosport-Mompach im Großherzogtum Luxemburg. Bis zum 31. Dezember 2017 war es eine eigenständige Gemeinde, welche zum Kanton Echternach gehörte.

## Zusammensetzung der ehemaligen Gemeinde
Die Gemeinde Mompach bestand aus den Ortschaften:
- Born
- Boursdorf
- Givenich
- Herborn
- Lilien
- Moersdorf
- Mompach

## Wirtschaft

### Energiegewinnung
Vier Windkraftanlagen zu je 500 kW auf dem Pafieberg. Lagen:
- Pafieberg 1: 49° 45′ 39″ N, 6° 26′ 36,9″ O
- Pafieberg 2: 49° 45′ 41,8″ N, 6° 26′ 46″ O
- Pafieberg 3: 49° 45′ 30,8″ N, 6° 26′ 47,9″ O
- Pafieberg 4: 49° 45′ 29,3″ N, 6° 26′ 36,9″ O

Vier weitere Windkraftanlagen des Typs Enercon E-70 E4 mit je 2000 kW Leistung und 98 Meter Nabenhöhe wurden 2008 auf dem Burer Bierg errichtet.